# 普里維特內 (盧漢斯克區)
48°40′1″N 39°18′49″E / 48.66694°N 39.31361°E
普里維特內（羅馬化：Pryvitne）是位於烏克蘭東部的村莊，由盧甘斯克州卢甘斯克区的卢汉斯克市镇負責管轄。該村始建於1965年，面積0.96平方公里，海拔高度154米，2001年人口381，人口密度每平方公里397.3人。